# Michel Chauvet
Michel Chauvet Loo (Città del Messico, 23 gennaio 1985) è un attore messicano.

## Biografia
Michel Chauvet è nato il 23 gennaio 1985 a Città del Messico, nel Messico.

## Filmografia

### Cinema
- El Guardián de las Sombras, regia di Alejandro Montes e Rodrigo Occelli - cortometraggio (2007)
- Cu4tro paredes, regia di Leopoldo Laborde (2010)
- Archivo 253, regia di Abe Rosenberg (2015)
- Ménage à trois, regia di Martín Román - cortometraggio (2015)
- Atrapada, regia di Javier Noriega - cortometraggio (2016)
- Silencio, regia di Lorena Villarreal (2018)
- Bienhallados, regia di Faride Schroeder - cortometraggio (2018)
- Vous L'avez Bien Cherché, regia di Félix Honorat e Maxime Pilonchery - cortometraggio (2020)

### Televisione
- Vous êtes de la région?, regia di Lionel Epp – film TV (2004)
- El hombre perfecto, regia di Leopoldo Laborde – film TV (2008)
- Sortilegio – serie TV, 2 episodi (2009)
- Bienes raíces – serie TV, 2 episodi (2010)
- Paramedicos – serie TV, 1 episodio (2012)
- Hasta Que Te Conocí – serie TV, 2 episodi (2016)
- La querida del Centauro – serie TV, 122 episodi (2016-2017)
- José José: El príncipe de la canción – serie TV, 38 episodi (2018)
- El Candidato – serie TV, 1 episodio (2020)